# Pommier
Pommier è un comune francese di 245 abitanti situato nel dipartimento del Passo di Calais nella regione dell'Alta Francia.

## Storia

### Simboli
Il melo (in francese pommier) è un'arma parlante. In capo si trovano gli stemmi di due antiche famiglie signorili locali: i De Melun e i Le Chable.

## Società

### Evoluzione demografica
Abitanti censiti